# Юнацька збірна Німеччини з футболу (U-19)
Юнацька збірна Німеччини з футболу (U-19) — національна футбольна збірна Німеччини, що складається із гравців віком до 19 років. Керівництво командою здійснює Німецький футбольний союз. До зміни формату юнацьких чемпіонатів Європи у 2001 році функціонувала як збірна до 18 років.
Головним турніром для команди є Юнацький чемпіонат Європи з футболу (U-19), успішний виступ на якому дозволяє отримати путівку на Молодіжний чемпіонат світу, у якому команда бере участь вже у форматі збірної U-20. Також може брати участь у товариських і регіональних змаганнях.

## Юнацький чемпіонат Європи з футболу (U-19)
| Рік    | Раунд                    | Позиція                  | І                        | В                        | Н                        | П                        | Г+                       | Г-                       |
| ------ | ------------------------ | ------------------------ | ------------------------ | ------------------------ | ------------------------ | ------------------------ | ------------------------ | ------------------------ |
| 2002   | віцечемпіони             | 2-е                      | 4                        | 2                        | 1                        | 1                        | 8                        | 5                        |
| 2003   | не кваліфікувалася       | не кваліфікувалася       | не кваліфікувалася       | не кваліфікувалася       | не кваліфікувалася       | не кваліфікувалася       | не кваліфікувалася       | не кваліфікувалася       |
| 2004   | групова стадія           | 6-е                      | 3                        | 1                        | 1                        | 1                        | 4                        | 5                        |
| 2005   | півфінали                | 3-є                      | 4                        | 2                        | 0                        | 2                        | 9                        | 8                        |
| 2006   | не кваліфікувалася       | не кваліфікувалася       | не кваліфікувалася       | не кваліфікувалася       | не кваліфікувалася       | не кваліфікувалася       | не кваліфікувалася       | не кваліфікувалася       |
| 2007   | півфінали                | 3-є                      | 4                        | 2                        | 1                        | 1                        | 9                        | 8                        |
| 2008   | чемпіони                 | 1-е                      | 5                        | 5                        | 0                        | 0                        | 12                       | 4                        |
| 2009   | не кваліфікувалася       | не кваліфікувалася       | не кваліфікувалася       | не кваліфікувалася       | не кваліфікувалася       | не кваліфікувалася       | не кваліфікувалася       | не кваліфікувалася       |
| 2010   | не кваліфікувалася       | не кваліфікувалася       | не кваліфікувалася       | не кваліфікувалася       | не кваліфікувалася       | не кваліфікувалася       | не кваліфікувалася       | не кваліфікувалася       |
| 2011   | не кваліфікувалася       | не кваліфікувалася       | не кваліфікувалася       | не кваліфікувалася       | не кваліфікувалася       | не кваліфікувалася       | не кваліфікувалася       | не кваліфікувалася       |
| 2012   | не кваліфікувалася       | не кваліфікувалася       | не кваліфікувалася       | не кваліфікувалася       | не кваліфікувалася       | не кваліфікувалася       | не кваліфікувалася       | не кваліфікувалася       |
| 2013   | не кваліфікувалася       | не кваліфікувалася       | не кваліфікувалася       | не кваліфікувалася       | не кваліфікувалася       | не кваліфікувалася       | не кваліфікувалася       | не кваліфікувалася       |
| 2014   | чемпіони                 | 1-е                      | 5                        | 4                        | 1                        | 0                        | 12                       | 2                        |
| 2015   | групова стадія           | 6-е                      | 3                        | 1                        | 1                        | 1                        | 4                        | 5                        |
| 2016   | групова стадія           | 5-е                      | 4                        | 1                        | 1                        | 2                        | 6                        | 5                        |
| 2017   | групова стадія           | 6-е                      | 3                        | 1                        | 0                        | 2                        | 5                        | 8                        |
| 2018   | не кваліфікувалася       | не кваліфікувалася       | не кваліфікувалася       | не кваліфікувалася       | не кваліфікувалася       | не кваліфікувалася       | не кваліфікувалася       | не кваліфікувалася       |
| 2019   | не кваліфікувалася       | не кваліфікувалася       | не кваліфікувалася       | не кваліфікувалася       | не кваліфікувалася       | не кваліфікувалася       | не кваліфікувалася       | не кваліфікувалася       |
| 2020   | Скасовано через COVID-19 | Скасовано через COVID-19 | Скасовано через COVID-19 | Скасовано через COVID-19 | Скасовано через COVID-19 | Скасовано через COVID-19 | Скасовано через COVID-19 | Скасовано через COVID-19 |
| 2021   | Скасовано через COVID-19 | Скасовано через COVID-19 | Скасовано через COVID-19 | Скасовано через COVID-19 | Скасовано через COVID-19 | Скасовано через COVID-19 | Скасовано через COVID-19 | Скасовано через COVID-19 |
| 2022   | не кваліфікувалася       | не кваліфікувалася       | не кваліфікувалася       | не кваліфікувалася       | не кваліфікувалася       | не кваліфікувалася       | не кваліфікувалася       | не кваліфікувалася       |
| 2023   | не кваліфікувалася       | не кваліфікувалася       | не кваліфікувалася       | не кваліфікувалася       | не кваліфікувалася       | не кваліфікувалася       | не кваліфікувалася       | не кваліфікувалася       |
| 2024   | не кваліфікувалася       | не кваліфікувалася       | не кваліфікувалася       | не кваліфікувалася       | не кваліфікувалася       | не кваліфікувалася       | не кваліфікувалася       | не кваліфікувалася       |
| 2025   | півфінали                |                          | 4                        | 1                        | 1                        | 2                        | 12                       | 15                       |
| Усього | 10/22                    | 3                        | 39                       | 20                       | 21                       | 12                       | 81                       | 65                       |